# Уру-па-ин
Уру-па-ин (Uru-Pa-In) — находящийся под угрозой исчезновения язык, который относится к группе тупи-гуарани семьи тупи, на котором говорят в муниципалитете Арикемес штата Рондония в Бразилии. Носители уру-па-ин не имеют постоянного контакта с внешним миром.